# 白亜紀恐竜奇譚 竜の国のユタ
『白亜紀恐竜奇譚 竜の国のユタ』（はくあききょうりゅうきたん りゅうのくにのユタ）は所十三による日本の少年漫画作品。『週刊少年チャンピオン』（秋田書店にて連載。2部構成で、第1部は全70話、2006年40号から2008年12号に連載され、そのうち第19-33話がユタ幼年編にあたる。第2部『D-ZOIC』（D-zoic。ディーゾイック）は全55話で、2008年19号から2009年26号にかけて連載された。

## 概要
単行本には「超本格恐竜冒険ファンタジー」のコピーが記載されている。その通りに、人と恐竜の関わりや生活を描いた冒険活劇である。白亜紀末、マーストリヒト期（6550万年前）の北アメリカに人類が王国を作り生活している。描写からも舞台は北米らしいということが散見されるほか、解説コーナーなどでは明確に「白亜紀末の北米である」と説明されている。
- 北米と言っているが、もっと限定的に、アメリカ西部のことである[2]。理由は古地理であるため。西のララミディア大陸と東のアパラチア大陸が合体して北米大陸ができた。ユタ北米＝ララミディア大陸＝現代アメリカ西部で、その東方はアパラチア大陸＝現代アメリカ東部に当たる。6550万年前のユタ時代にはもうララミディアとアパラチアは合体しているが不毛の大地で隔てられているため動物が往来できないという設定。[3]

舞台と設定は独特だが、王道の少年漫画である。2部単行本の裏表紙にて、英文で説明があるが、「戦いと冒険が、少年を大人にする」という少年漫画のテーマに則っている。
2部のタイトル『D-ZOIC』は「竜の時代」のような意味。DはDragon（Draco）、Dinosaur共通の頭文字。
「恐竜と人間が共存するファンタジーである」と同時に「恐竜を科学的にリアルな生物として描く」という試みがなされている。テレビや図鑑で描かれる姿と異なるような点も、作者なりの思考を反映させたものである。ファンタジーではあるが、火を吹くドラゴンや万能の魔法使いなどは放棄して、科学の足枷をつけた話作りが行われている（SFかもしれない、とも）。2部から登場する冥王国の擬竜についても、スタンスは同様である。
白亜紀の地球に人間がいるという前提のもとで、文明レベルは産業革命以前のものとなっている。生態系に準じた植物相となっていることで、現代の植物基準での農業と食料が存在しない。動物としては、大型哺乳類も家畜哺乳類も存在せず（つまり犬も猫も馬も牛も豚もおらず）、代わりに「竜」や「竜鳥」といった動物達を使役している。
戦いは、馬の代わりに竜を用いる、中世・近代以前の戦争。勢力ごとに軍隊に特徴があり、強い個人もいる。だが、いくら強くても竜をうまく使えなければ絶対に戦争に勝てないように描写されている。どんなに強い個人であろうと、巨竜に踏まれたり噛まれたら死ぬ。主人公の特殊性も、武ではない。
作中の通貨単位は「ゴールド」、長さの単位は「メルテル」。解説コーナーでは恐竜の全長が「メートル」で説明され、また主人公のユタは矮人族（こびと）の少年という設定。この設定は、小型の恐竜にも騎乗できるが、大型の恐竜を敵にした場合はサイズ比で不利になるということである。
新規恐竜ファンの入門をテーマに描かれている。単行本には、解説コーナー『恐竜特捜隊』が設けられており、作者は「恐竜伝道師」を名乗る。
終盤は展開が駆け足気味となったが、完結している。

## あらすじ
1部では、竜（恐竜）の言葉を聞くことができる少年ユタの冒険が描かれる。ユタが冒険をする一方で、海王陣営は「降臨の地」の扉を開く鍵なる人物、「竜の言葉を解する者」を探している。終盤にてユタこそがその人物＝鍵であることが確定する。
2部では戦争が始まる。冥王マルタは擬人と擬竜の軍勢を率いるが、それらは「神の御業」のほんの片鱗でしかなく、降臨の地に行けばさらなる力が手に入るのだという。冥王の侵略に対して原王海王が抵抗し、鍵であるユタを複数の勢力が狙って来るような状況で、ユタが各地を動き回るという構図になる。ユタ自身も降臨の地へ行ってみたい・行かねばならないと思うようになる。最終的にユタは降臨の地へと赴き、海王カドモスが冥王マルタを倒して完結となる。

### 物語開始以前
白亜紀末の北米に、人間が王国を作り生活している。伝説によると、天空のオフタルモスから人が、竜の住まう地上に降りて来たのだという。「竜の国」は原海森山洋の五王国から成り立ち、原海森には真人族、山には矮人族、洋には巨人族が住んでいる。世界の外側、神の定めた「禁制領域」には陸上海洋共に進出できていない。
海王アルゴスは、「降臨の地」を求めて、北と東の禁制地域に遠征隊を派兵したが、手掛かりは何も見つからず、多くの犠牲を出しつつ、新種竜と病のみを持ち帰ってきた。この海王国に対して、平原王国と森王国が制裁戦争を仕掛ける（コモンズ三国戦役）。海王国のマルタ王子も軍を率いて出陣する。戦災は山王国と大洋王国にも飛び火し、五王国全土で多くの死傷者が出る。最終的には戦争は終結し講和がなされた。海王国では、マルタが廃嫡され、弟のカドモスが新海王に即位する。またこれに伴いコモンズ三国では賢人制度が撤廃された。五国暦980年ごろの出来事である。

### 1部・ユタ幼年編
10年後、五国暦990年。山王国辺境に位置するナーガの村に住む矮人族の少年ユタは、友人のフィルと2人で海王軍のパレードを見物に出かけ、出会った竜騎士の青年に、立派な竜使いとなるよう激励される。だが祖父のツーコンは、先代海王に竜使いとして仕えた息子のワイトが夭折したことを受けて、孫のユタが竜使いになることには反対していた。
ユタとフィルは、洞窟「竜神様の祠」に探検に出かけるが、帰り道、大雨で水位が増した川中の岩上に取り残されてしまう。パキ（パキケファロサウルス）のジサマとツーコンが川岸に駆け付け、竜笛と独特の鳴き声を用いて、伝説の竜アラモス（竜脚類アラモサウルス）を呼び寄せる。ツーコンもまた竜使いであったのである。ユタとフィルの2人は、アラモスの長い首を伝って川岸まで渡り助かるが、流木が衝突してツーコンはケガを負い、「五国一の竜使いとなれ」と遺言して命を落とす。
同じころ、海王国では、海王カドモス不在の間にマルタ教皇が王位簒奪を謀り謀反、王城を占拠していた。実は先にユタが出会った竜騎士の青年こそが海王カドモスであり、彼は帰国に際して単身でユタと再会する。カドモスはユタに導かれて山を越え、敵味方の想定以上に早く帰国を果たす。カドモスは竜を駆使してマルタの反乱を鎮圧する。追い詰められたマルタは堀に身を投げ、ワニに呑み込まれて消息を絶つ。海王カドモスが竜を使って反乱軍を倒したというニュースは、ナーガの村にも伝わる。

### 1部「白亜紀恐竜奇譚 竜の国のユタ」
五国暦995年。海王カドモスは竜使いを集めている。そのような彼を、山王シージンは6550万年後の未来と同じ過ちを犯そうとしていると批判する。
ユタは夢である一人前の竜使いになるための初仕事として、海王軍の隊商（キャラバン）の道案内（ガイド）の仕事に応募し採用される。ジサマ、幼馴染のフィル、ベテラン竜使いのフックらが一緒である。道中いきなりレックス（ティラノサウルス）に遭遇するも、ジサマのアドバイスを聞き撃退を遂げたことで、自分が竜の心の声を聞くことができるということを自覚する。さらには森でケガをしたアンを救い、続いてナノティラヌスの子供「ナノチビ」を拾う。そうしているうちに、予想外のトラブル続出とドーウェン隊商長の愚行により、積荷をほとんど失い死傷者を抱えたまま日が暮れてしまう。夜のヴァジェトの森は、肉食竜の無法地帯と化す。隊商は竜討士のバーンとジャッコを護衛に雇って野営を行い、肉食竜の襲撃をなんとか防いで夜明けを迎える。疲労のまどろみの中、ユタは5年前の出来事を夢に思い出す。（→19-33話・ユタ幼年編→）
荷を失った損害の賠償に迫られた隊商長は、ユタを騙して、ジサマと一緒に人買いに売ってしまい、ユタはそのまま平原王国王都ファブニールの奴隷闘竜士にさせられてしまう。矮人族を奴隷扱いにした上で闘竜の見せ物にする原国に対して、ユタは間違っていると宣言したことで、観客全員を敵に回し、処刑同然の闘竜試合に出される。ユタとジサマの対戦相手は、凶暴な禁制地域の竜ドリュプトス（ドリプトサウルス）と闘竜士フリード。ユタはフリードの槍を奪い取りドリュプトスの命を守る。この闘いぶりを意気に感じた原王マルシュは、ユタを勝者と宣言する。その顛末を見たパウルスは、ユタこそが「竜の言葉を解する者」「鍵」であると確信する。
また一方でフィルやバーン達も、ユタを救うべく、危険を冒して原国に入国する。賊「雷竜党」に襲われるも、彼らが原国と敵対する組織だということで思惑が一致する。さらに昼間からオフタルモスの星が灯るという凶兆が起こり、時を同じくして山王シージンが病に倒れる。
原王国は領土を荒らす雷竜党を討伐すべく軍を派兵していた。パウルスとユタは闘技場での活躍で実力を認められ、ドリュを連れて兵士として戦場に赴くことになる。戦場の混沌を利用して、ユタは隙を見て逃げ出し帰郷するという計画である。
原国軍は雷竜党が村を荒らしていると思っていた。雷竜党は原国軍が村を略奪していると思っていた。だがどちらも誤りであり、実際に荒らしていたのは第三勢力であった。人ならざる者（竜人）と未知の竜から成る軍勢、そいつらは「人間を食べる」のである。「タイパン峠の戦い」が勃発し、原国軍と雷竜党は共闘して、大きな犠牲を出しつつも、竜人の部隊を打ち負かす。竜人達の頭目は、冥王を名乗るマルタ教皇であった。
ユタはフィル達と再会を果たし、ナーガの村に帰郷する。一月に満たない期間の旅であった。

### 2部「D-ZOIC」
半年が経過した。冥王軍は西進を続け、海原森三国国境に割り込み陣取る。冥王マルタの目的は海王国の奪回ではなく、西の山王国にいると目される「鍵」なる人物を獲得すること。山王国には「ヒトモドキ」のランス達が、「人」を装って入国する。
アンの後輩のルルがナーガの村に来るということを知ったユタは、彼女を迎えに行く。森の中でルルはランスに保護されていたが、彼こそが冥王軍のヒトモドキである。ユタの仲間達と、ランス、テトリ（小型）、ゴッロ（大型）らヒトモドキ達の間で戦闘が始まる。このときユタは、「竜と言葉を交わすことができる者」である自分が鍵であるということを知らされる。ユタは敵の擬竜を倒すが、直後の隙を突かれてゴッロに捕まってしまう。ルルもユタ逃亡防止の人質として捕らわれる。
ゴッロとテトリはユタとルルを連れて、河川経由で冥王本陣に帰ることを決める。別行動中のランスの帰還を待つ暇はない。船上でユタは、先ほどの森で自分とゴッロは記憶を交換し合ったという、不思議な事実を確認する。ゴッロが語るところでは、「鍵」ユタの存在は、劣化して知性も失っていくヒトモドキにとっても希望であるという。彼らの悲願は劣化を食い止めること。自分の存在意義を知ったユタは、降臨の地へ行ってみたい・行かねばならないという気持ちを自覚する。
冥王侵攻を受けて、原王国と海王国の二国は、国王自ら出陣し、冥王軍への包囲陣を布く。続いて原国領グランガチの河川にて、海雷原軍（※フックとバーンは雷所属）と冥王軍（スピノサウルス）による水軍戦が勃発。その陣中にゴッロの船が通りかかり、ゴッロは人間の兵士に姿を目撃される。ゴッロはユタを連れて川に飛び込むも、毒矢を浴びて力尽きる。喋ることもできなくなったゴッロと「竜の心と会話する力で」会話することができたユタは、ヒトモドキの「劣化」が意味する真実を理解する。ユタはゴッロを水葬して弔う。船上のルルは、乗り込んできた人間の軍人に「自分とテトリはヒトモドキに誘拐された」と偽り、ヒトモドキであるテトリをかばう。こうしてユタとルルはフィル、アン、フック、バーン達と合流を果たす。一方で海王軍は、冥王軍の反撃により予想以上の大損害を被る。
グランガチにて疲労で寝込んでいたユタは、ゴッロの記憶を夢に見、「冥王軍別動のヘルク将軍の目的は、原王海王の軍ではなく、手薄になった原王都を『食糧庫』にすること」だという恐るべき計画を知る。ユタは原王都を冥王軍から救うべく、ジサマ、ナノチビを連れて単騎で出奔する。
テトリはゴッロの死を悟り、ランスに伝える。ランスの任務は鍵＝ユタを生け捕りにすることであるが、父と慕うゴッロの死を知り、さらにユタが殺したのだと思い込み、「冥王陛下が到着する前に自分の手でユタを殺す」と私怨による復讐を決意する。
実はユタは半年前の件で原王軍から逃亡兵として手配されており、捕らえに来たフリードがユタに追いつく。ユタはこれを逆利用して、あえて追手のフリードに捕まることで、原国軍のマルシュ王に会いに行くことに成功し、ユタとフリードは原王から直々に原王都行きの正当性を与えられる。こうして前線の原王軍vs冥王本陣、後方の原王都vs冥王軍ヘルク隊という構図が成立する。海王軍は立て直しのために兵を引く。また鍵＝ユタ獲得に失敗した森王陣営は、原王への対抗意識から、冥王軍と接触し同盟を結ぶ。
原王都へと向かうユタの元に、復讐に燃えるランスが追いつく。対話に聞く耳を持たないランスであったが、ユタのゴッロの記憶がランスに流入したことで、ランスはゴッロの死の真相と心を理解する。ランスを新たな仲間に加えたユタは原王都に到着、フィル（ユタの友人陣営）、パウルス（海王派ナノス陣営）、テトリ（ランス陣営）らも原王都手前で合流を果たし、原王都の民は総力を挙げて冥王軍の別動隊を迎え撃つ。山王国から出陣したスーザ女王は、原王都攻防戦の顛末を目撃する。
ユタは自ら降臨の地へと行きたいと表明する。原王都攻防戦の英雄であるユタの処遇を鑑みて、原山海洋の四国も利害の一致を得て協力することを決定。ユタは海王カドモスに謁見し、二人は5年前に既に会っていた事実を今知る。
最後の大会戦「ラミアの戦い」が始まる。原海雷(洋)連合軍vs冥森連合軍。冥王森王は鍵のユタを戦場で奪い取ろうとし、仲間達はユタを護衛する。だがこの「ユタ」は甲冑で顔を隠した替え玉であり、本物のユタは戦場を離れていた。冥王マルタも察しており、ユタが帰還する前に決着をつけて、戻るべき原海両国を滅ぼしてしまおうと猛攻撃を加える。ユタはランス、テトリと共に南方禁制地域の「降臨の地」へ赴き、真実を知り帰還する。続いて海王カドモスが冥王マルタを討ち取り、冥王軍、森王軍も壊滅し戦争は終結する。
ユタはこれからも、人間として、竜の惑星で生きて行く。

## 登場人物
登場人物名や地名は恐竜やドラゴン伝説にまつわる人名・地名を元にしている。<>内が名前の由来。

### 主人公
ユタ・パイ・ロン
本作の主人公。矮人族の少年。
山王国の辺境、ナーガの村出身。亡き竜使いだったという父に憧れ、祖父との約束を果たすために、五国一の竜使いを目指す。
山王国に住む矮人族の、山岳の自然と竜によって淘汰された血筋により、高い身体能力を秘めている。とはいえ竜使いとしては新米であり、技術的には未熟である。性格的には臆病でヘタレな面が大きい。肉食竜を前にして、恐怖に震えながらもナノチビを庇うなど、勇敢さも見せる。防衛のための戦いは行うものの、人・竜を問わず支配や殺生は嫌う。ジサマが傷つけられたりするなど、怒ったときには秘めた爆発力を発揮する。
筋金入りの竜バカ。危機的状況に陥っても珍しい竜を見つけると我を忘れて興奮する。父の形見の本（幻の書・諸龍記）を熟読することで、竜についての膨大な知識を有している。これによって、一般人が目にすることのない禁制地域の竜や、はるか古代に滅びた竜についても予備知識を持っている。また、たとえ同種の竜であっても個体差をいとも簡単に見分けることができる。
特筆すべきは、竜の声を聞くことができるという特殊能力を持っていることである。これは五王国の伝説に伝わる存在であり、降臨の地の門を開く「鍵」として、各国から身柄を狙われることになる。
赤ん坊のころに海王国のカドモスと出会っており、またユタ幼年編においても海王に即位したカドモスと再会しているが、当人同士は気づいていない。
騎竜はジサマ。後にドリュ（ドリプトサウルス）、若大将（アラモサウルス）などと友人になり、騎乗する。
名前の由来はユタ州と白龍（パイロン）から。
ジサマ
パキ（パキケファロサウルス）。ユタが子供の時から生活を共にしてきた老竜。
ユタの特殊な力により、心でユタと対話することができる。ユタが感じ取るジサマの思考は、登場する恐竜達の中でも特に理知的である。ユタの未熟さをサポートする。
パキの例に漏れず頭突きが得意技。老竜であるぶん経験豊富であり、レックス（ティラノサウルス）でさえ手玉に取るほどの竜としての実力を持つ。かつては闘竜場で戦っていたという過去がある。
山のパキの群れの「ボスパキ」の血族らしいことが推測されている。
ナノチビ
親を亡くしたナノティラヌスの幼体。正式な名前はまだ付けられていない。
幼体なので全身に羽毛が生えている。体中が真っ白な白竜（いわゆるアルビノ、もしくは白変種）である。矮人族の伝説では「呪われし命」の白竜とされ、ユタは呪いを否定するも、自然界で生き残るのが難しいことは肯定する。
ドーウェン隊商長が追い立てたゴルゴ（ゴルゴサウルス）の群れに巣を襲われて、親兄弟が死に絶えて生き残った卵から生まれた。
刷り込みにより、ユタを親だと思っており、竜の心の声ではユタを「父ちゃん」、ジサマを「じっちゃん」と呼んでいる。ユタと離れても、嗅覚で追跡することができる。ユタとジサマが原国に奴隷として売られたときは、フック達を導いた。

### 主要人物
フィル・ティップ・エト
矮人族の少年。ナーガの村でユタの隣の家に住む幼馴染。竜使いとしてはユタの先輩にあたり、オルニス（オルニトミムス）を駆る。
ガイドの仕事を介して出会ったアンに恋心を抱く。ユタが奴隷として売り飛ばされたことを知ると、ユタを救うために平原王国行きを決意する。
6人兄弟という大家族で、1部終盤で帰宅した後は、連れ帰って来たアンを家に居候させている。2部でもユタを追って家を飛び出し、アンやフックと同行する。
名前の由来はフィル・ティペットから。
アン・ジュラム・イルナ
矮人族の少女。三国戦役で戦災孤児となり、ヴァジェトの孤児院に暮らす。竜使いのガイドの仕事をしている。騎竜はキロスティ（キロステノテス）のカエナ。
ガイド中にゴルゴ（ゴルゴサウルス）の群れの暴走に遭い、倒れているところをユタに助けられた。ユタが売り飛ばされると、フィル達と共にユタを救出するため平原王国入りする。
1部終盤以降はフィルの家に居候することになり、2部でもユタとルルを探してフィルと共に旅に出る。
名前の由来はアンジェラ・ミルナー（en:Angela Milner）から。
フック・ザ・スカーフェイス
矮人族の男性。竜使いとしてはベテランだが、素性は不明。名前も仮のもので、左手首に装着した義手と傷だらけの顔から、「フック・ザ・スカーフェイス」を名乗る。元竜討士（ドラゴンスレイヤー）でバーンとは顔なじみだが、現在は左手を失ったために廃業した。
皮肉屋で無愛想な態度をとる事が多いが情に厚い面も持つ。戦いのときは左手の義手を剣に取り替え、右手に持った剣と合わせた二刀流を使う。
第1話から登場し、先輩としてユタやフィルを導き、身勝手なドーウェン隊商長に悩んでいる。商隊長にガイド料を踏み倒されそうになったことを察して一時とんずらする。ユタが売り飛ばされると、フィルやバーンらと共にユタ救出のため平原王国に赴く。
2部ではバーンと共に雷竜党に雇われ、冥国軍との戦争に挑んだ。バーン2部ではグランガチでユタと合流する。
その正体は山王国貴族エルンベルク公の子息・モルトラム。スーザ王女との政略結婚で山王に就いていた可能性すらあった人物だが、駆け落ちで家と国を捨てて一介の竜討士となり、妻を病で喪い今に至る。終盤、原王都攻防戦終結にてスーザと再会する。
名前の由来はチャールズ・モートラム・スタンバーグから。
バーン・アム・ブロウン
真人族の女性。踊り子のような恰好をしているが、腕利きの竜討士で、危険な竜を殺して賞金を稼いでいる。
テリズィノス（テリジノサウルス）のシザーハンズを駆る。剣のほか、特製ハルベルトを武器に用いる。
出身は森王国。15年前の三国戦役で海王軍（マルタの部隊）の略奪を受けて村を焼かれ、母を奪われ妹を殺され生き残った。そのため海王国軍を恨んでおり、ユタ幼年編では、海王軍将校を装っていた海王カドモスを襲撃するが、剣技及ばず敗れている。
1部では、野営の護衛としてドーウェン隊商長に雇われる。ユタが売り飛ばされた後の原国入りの際には、一行で唯一の真人族であるため（一行の中では身長も一番高い）、ジャッコ、フィル、アン、フックの矮人族四人を「自分の奴隷」という名目にしてリーダーとして行動する。
2部ではフックと共に雷竜党に雇われ、冥国軍との戦争に挑んだ。雷竜党に所属していた。2部ではグランガチでユタと合流する。戦後はカドモスの妻となった模様。
名前の由来はバーナム・ブラウンから。
ジャッコ・ルネル
矮人族の少年。三国戦役で戦災孤児となり、年若ながら一流の操竜と育竜の技術を身につけて竜討士となった。やや無愛想で口が悪い。
ドロミオ（ドロマエオサウルス）を訓練して戦闘に用いる。鎧をまとわせ、足爪を鋼鉄製の鎌に交換した武装竜が5羽以上という構成。
2部では当初はバーンと別れて海王軍に協力しており、グランガチでバーンやユタと合流する。
名前の由来はジャック・ホーナーから。
ルル・リック・ハルド
2部から登場する。矮人族の少女。ヴァジェトの孤児院に住んでいたが、施設を出たアンを追って脱走した。アンを「お姉ちゃん」と呼んで慕い、後にユタのことも「兄ちゃん」と呼ぶようになる。
ヘイトに騙され襲われそうになったために逃げ込んだヴァジェトの森でヒトモドキ達に捕まり、ユタへの人質となる。またテトリとは友人となり、ヒトモドキの彼女を人間と装ってかばう。グランガチでアンと再会を果たし、テトリとは離別する。後に原王都にてテトリと再会し和解する。
名前の由来はリチャード・スワン・ルルから。

### 自治都市ヴァジェト
リカル・ドーウェン
海王直属、第十六隊商（キャラバン）の隊商長。真人族であり、矮人族を見下している。コメディリリーフとしての登場が多いが言動は小悪党そのもの。
ユタ幼年編・マルタの乱では、海王国本土でカドモスの貴人兵団に所属していた。マルタの迫力に腰を抜かして逃げ出している。
隊商長、つまりユタ達の雇い主ではあるが、無闇やたらに防竜弾を撃ちまくって力ずくで竜を追い払い解決しようとする、竜使いの助言に耳を貸さない、失敗を人のせいにするなどの困った行動が多い。保険の掛け金で裏金を作ったり、袖の下目当てで隊商長に志願するなどの典型的な汚職役人。ついにはユタを騙して奴隷闘竜士として原国に売り飛ばした。その後、ユタの素性が海王と交流ある家の者と知り冷や汗をかく。ペンテルに同行して「蛮族の国」平原王国に恐る恐る入国する。
2部では、ヴァジェト在留の海王軍で唯一ヒトモドキを知る者であったため、上官命令で森に入らされることになる。びびりゆえに前情報以上の大部隊を編成したことが結果的に功を奏し、ヒトモドキに襲われていたケンペル、パウルス、フリードらを助けることになった。
名前の由来はリチャード・オーウェンから。
ザム・ゾエメリンク
真人族。キャラバンの副長で、ドーウェンには右腕と称されている。同様に腹黒い。
ドーウェンと結託してユタを奴隷として売り飛ばす。その後ケンペルからユタの出自を知らされると、人身売買組織を口封じのために粛清する。
2部ではエドリンゲルと内通しており、鍵＝ユタの情報をカネで売った。グランガチではユタを誘拐しようとしたところをランスに殺される。
名前の由来はザムエル・ゾエメリンクから。
グレゴ・リープ・アウル
巨人族。ヴァジェト駐屯地ギガス傭兵隊に所属。
冷静沈着な性格で小型の肉食竜なら簡単に倒してしまうほどの戦闘力を持つ。傭兵として知り得た情報を、故郷の大洋王国に知らせている。
1部ではドーウェンの隊商に護衛のギガス隊隊長として雇われており、ドーウェンが原国に潜入する際も護衛として同行した。
2部でもヴァジェト駐屯地ギガス隊として登場し、森でヒトモドキに襲われていたパウルスやフリードを助ける。
名前の由来はグレゴリー・ポールから。
ヘイト・ルニエ
真人族。ヴァジェトの豪商ルニエ家の子息。
ヴァジェトの闇商売、人身売買の顧客でもあり、矮人族の少女を落札しては「お人形」にして壊れるまで犯すという悪趣味を持つ。巨人族の使用人を4人以上雇っているが、いずれも柄の悪いならず者ばかりである。
1部では人身売買でアンを落札したが、変態行為に及ぼうとした矢先にナノチビやバーンに成敗される。その後ザムによって組織が口封じで潰された際は、何とか逃げ延びている。
2部序盤ではルルを誘拐しようとするも、ヴァジェトの森で遭遇したランスの使用人たちを惨殺する姿に恐怖し退散する。彼が通報したことがきっかけとなってドーウェンとグレゴ率いる軍隊が森に入り、ヒトモドキとの戦いで消耗していたパウルスやフリードの命が助かる。
名前の由来はオリバー・ヘイ（en）とグスタフ・トルニア（en）から。

### 山王国（ナノスランド）
体が小さく、竜の扱いに長けているナノス族が住まわる。
山王 シージン<趙喜進（人物）>
矮人族の老王。「降臨の書」の教えを遵守し、非武装中立を国是としている。海王カドモスの目指す方針「閉ざされた環からの解脱」には批判的で、6550万年後の未来と同じ過ちであると酷評する。
既に高齢のため、1部終盤でスーザに王位を譲り退位し、自身は法皇の地位に就いた。
王女 スーザ<スー (ティラノサウルス)を発見したスーザン・ヘンドリクソン（人物）>
矮人族。山王シージンの孫娘。
矮人族が竜使いとして他国に流出している現状を憂い軍の創設を主張する。祖父が病に倒れ退位したことで女王に即位する。
冥王の脅威を目の当たりにしたことで、森王国と大洋王国に派兵を要請する。森王国の裏の目的、山王国領内での鍵探索という意図を見抜けておらず、他の王達よりも若く未熟である。
騎竜は鳥盤類（種不明）。二足歩行できる・鼻先にツノがあることは判明しているが、登場シーンでは鎧で隠れており詳細が判別できない（限定的な描写からは、武装パキに近い）。
山王国賢人 ヤン
若い容貌の賢人。常にまぶたを閉じている。元原王国賢人タンの弟子。
ジャール・エスト・エルンベルク公<チャールズ・スタンバーグ（人物）>
矮人族。山王国の有力貴族で、南部守護職。真人族の森王コペと繋がりを持っている。
ツーコン・パイ・ロン<自貢（地名）>
矮人族。山王国ナーガの村在住の大工。ユタの祖父。ユタ幼年編にのみ登場。
息子（ユタの父）のワイトが海王に仕官して死んだこともあってユタが竜使いになることに猛反対していたが、自身も若いころは竜使いだった。こっそり探検に出かけて大雨で遭難してしまったユタとフィルを救出に向かった際、事故で命を落とす。
アラモスを操る竜笛が形見となり、2部でユタの危機を救った。
ユタのおばあさん
矮人族。山王国ナーガの村在住。ツーコンの妻で、ユタの夢に理解を示す。両親と祖父を失ったユタには唯一の家族。
ツーコンの死を悲しみながらも、自責の念にかられるユタを優しく励ました。
ワイト・パイ・ロン<イギリスのワイト島（地名）>
ユタの父。故人。
矮人族。山王国ナーガの村出身。ユタの父。故人。存在が言及されるのみで登場しておらず、顔は不明。
矮人族特有の能力を活かして、真人族の先代海王アルゴス帝に仕え、幼少時のカドモスの操竜指南役も務めた。
形見は「諸竜記」で、ユタが熟読している。この本は世間的には幻の書とされている。
アル・ティップ・エト
矮人族。フィルの父。心配しては厳しくゲンコツを振るう親父。子供が6人いる。
隣家のパイ・ロン一家とは、ツーコン夫妻、ワイト、ユタの三代にわたり親しい。ワイトが異国で若死にしたことで、海王国については快く思っていない。
マルタ挙兵のニュースを聞くも、せいぜい「海王国の兄弟ゲンカ」「山王国を通る隊商が減るからガイドの商売にならない」くらいにしか考えていない。そのためヒトモドキの脅威を実際に目撃したフィル達から説得された。

### 海王国（かいおうこく）
コモンズ三国の一国。
海王 カドモス
真人三国の王の一人「海王」。先代海王アルゴスの次男。マルタの異母弟。三国戦役の講和締結後に即位した。
革新的な考えを持つ若い王。科学的な思考を持ち、大地が球体であることも理解している。矮人族や巨人族の能力を認め徴用する。旗の紋章は「双蛇頸竜」。
人間は運命に従うだけでなく、運命を切り開くこともできると考える。「閉ざされた環からの解脱」を図り、人類を最後の審判から救うという降臨の地の門を開く「鍵」なる人物を探している。
操竜術はワイト・パイ・ロンの直伝で、ワイトの息子である赤子のユタと会ったことがある。
五国暦990年には兄マルタの反乱を鎮圧しており、このときにもユタと出会っているが、お互いにワイトの息子/海王陛下であるとは気づいていない。この際にバーンとも遭遇しており、仇と襲ってきた彼女を剣技で上回りいなした（彼女も海王とは知らず、単なる海王軍将校と思っていた）。ペンテルから、鍵＝ワイトの息子という報告を受け、再会を望む。
名前の由来はギリシャ神話の竜退治の英雄・カドモスから。
アンリ・サクスリー
真人族。トーマ将軍の息子。飄々とした三枚目。武勇よりも諜報や軍略に有能さを発揮する策士で、残酷な任務も平然とこなす。
ユタ幼年編・マルタの乱では、父と共に（偽りで）マルタ軍に参陣。地下の肉食竜を解放して城内のマルタ兵に打撃を与える。この戦の記録として、カドモスを讃える「海王軍記」を執筆した。
1部・2部では海王カドモスの近衛師団長に就いている。自らの名を冠した「サクスリー機関」を設置し、「鍵」を探すために山王国に部下を送り込んでいる。また雷竜党に角竜を輸出している。
名前の由来はトーマス・ヘンリー・ハクスリーから。
ケンカル・ペンテル
海王派の矮人族。アンリの部下でサクスリー機関の調査官。丸眼鏡の中年男性。パウルスの養父。
矮人族の身体能力と海王の密偵ということで、とぼけた容姿に反して腕は相当に立つ。
1部では、先代海王に仕えたワイトの息子であるユタを「鍵」候補とみなし、探していた。真人族ドーウェンの召使を装って原国に入国する。
2部開始時点では、ユタの監視のために、素性を偽装してナーガの村に移住してきていた。その後ランスからユタを警護するべく、海王派矮人族という素性を表す。
名前の由来はケネス・カーペンターから。
カルレシウス
大洋王ギルモレウスの子で、巨人族の王族（王位継承権は8番目）。カドモスたちには「カル」と呼ばれる。
1部ユタ幼年編・マルタの乱の鎮圧が終わった後から、傭兵として海王カドモスの親衛隊長の任に就いている。
長髪の美青年で、巨人族軍人の中では珍しく、頭髪を剃り上げておらず、細身。頭身もカドモスより頭半分ほど高い程度。
海王の護衛として知り得た情報を故郷の大洋王国に知らせていることを隠そうともせず、「バカがつくほどの正直」とカドモスに評され、父王からは「やや考えが足りない」と憂えられている。
騎竜はトリケラトプス・ホッリドゥス（通常型トリケラトプス）。
名前の由来はチャールズ・ギルモアから。
ルスカ・オスモ
真人族。海王軍の統竜監の女性軍人。1部2部共に、海王軍が他陣営に角竜を提供するシーンで登場する。
名前の由来はハルシュカ・オスモルスカ（en）から。
アルゴス
海王国の先代王。真人族。マルタ、カドモスの父。言及されるのみで本人は未登場。
真人族に扱えぬ竜は、矮人族や巨人族に任せればよいという考えを持っていた。ワイト・パイ・ロンも彼に仕えた。
降臨の地を求め、禁を冒して禁制領域に遠征隊を送るも見つからず、原森両国から制裁を受け戦争となった（コモンズ三国戦役）。戦争にはマルタを出陣させるも、その残虐な所業から終戦講和後は廃嫡し、カドモスを次王に指名、また賢人リンを追放した。
トーマ・サクスリー
真人族。三国戦役で英雄と謳われた陸戦の名将で、顔にはその戦いで負った傷がある。アンリの父。旗の紋章は「朱に黄金の走竜」。
ユタ幼年編では、マルタに帰順したことを装い、計画通りにマルタを裏切りカドモスの勝利に貢献する。
名前の由来は息子と同じくハクスリーから。
ズルマ・ガス・パリーニ
真人族。海王国水軍総司令。カドモス派軍人。ユタ幼年編のみに登場。
名前の由来はズルマ・ガスパリーニ（en）から。
サムスタッキ・ベルリ
真人族。ユタ幼年編時の海王城城代。往年の名剣士だがマルタには敵わず、嬲り殺しにされた。
名前の由来はサムエル・スタッツベリー（en）から。
教皇 マルタ
真人族。先代海王アルゴスの長男でカドモスの異母兄。旗の紋章は「オフタルモスの目を抱える海竜（モササウルス）」。詳細は冥王国の項を参照。
皇太后 マルガ
真人族。先代海王アルゴスの第一夫人で、マルタの母。
カドモスの王位継承に反発し、廃嫡されたマルタを擁立して「マルタの乱」を引き起こした。敗北後は保身を図り、反乱はマルタの乱心と主張して自身は無関係を装ったが、当のカドモスには見抜かれており、マルタを怪物へと育て上げた元凶として、肉食恐竜の養殖場であるリヴァイア島へ流刑となった。
名前の由来は聖マルガレーテから。

### 平原王国（へいげんおうこく）
コモンズ三国の一国。長い間部族抗争が絶えなかったため血の気の多い国民性をもつ。竜を品種改良して真人族が扱えるようにすることにも熱心。矮人族は奴隷として扱われる。
平原王 マルシュ
真人三国の王の一人「原王」。在位30年。
好戦的な老人。国王とて兵士であると称し、自ら前線に赴くことを好む。血腥い平原国の気風を象徴するような人物だが、広い度量と強烈なカリスマ性を備える実力主義者。人も竜も競わせ強い種を残すのだという思想を持つ。妃が18人以上いる。
即位時には反対派を南部辺境に追放した。三国戦役で海森および雷竜党（先述の国内反マルシュ派）と戦った経験がある。
1部では、ユタとフリードの闘竜試合を見てユタの実力を認めた。当初は「戦士の姿を一目見ればその力量を測れる」己の眼力で「ユタは全くダメだ」と鑑定したが、ユタに予想を覆された（※ユタの特筆性は優れた戦士であることではないのである）。
2部ではユタを逃亡兵として手配し、フリードに捕縛または抹殺を命令している。また冥王軍から自領土を防衛すべく、自ら全軍を率いてマルタ討伐に出陣、地形と竜を用いた戦術で戦果を挙げる。
名前の由来はオスニエル・マーシュから。
オスニエラ
真人族。原王マルシュの第一王妃。2部では王不在の原王都にて、防衛戦の総指揮を務めた。
名前の由来は夫と同じくマーシュから。
ロイアン・ドレウス
真人族。闘竜場のプロモーター。試合中は実況もつとめる。転んでもただでは起きないしたたかな性格。ユタに処刑同然の闘竜試合をけしかける。
名前の由来はロイ・アンドリュースから。
パウルス・エレノ
矮人族の奴隷闘竜士。“射手（サジタリウス）”の異名を持つ弓の名手。
金髪の二枚目。闘竜場の花形スター選手として絶大な人気を誇る。稼いだ金で自分を買い戻して奴隷奴隷闘竜士をやめることもできるのに、闘竜士生活が気に入っていると言い、あえて奴隷闘竜士居住区に住み続ける変わり者。稼いだ金で贅沢な生活をしている（できてしまう）。
原王マルシュからは、己の目に適った唯一の矮人族と太鼓判を押されている。よくフリードにケンカを売られては軽くいなしている。あまりケンカはしない主義だが、時おり底知れない怒気を発して圧する。特に真人族であることを笠に着る無礼者などには殺意すら向ける。
「竜の言葉を解する力」について何かを知っているらしく、ユタの能力に興味を持ち、友人となる。さらにユタには「能力を周囲に知られるな。原国でバレたら殺される」と警告する。
実はケンカル・ペンテルの養子で、親海王派矮人族の密偵。情報収集のために原王都の闘竜場に潜入しており、奴隷闘竜士居住区に軟禁されつつも、出入りの商人や女の子を介して情報を養父に流していた。ユタこそが鍵であると断言する。
ユタと共に原国軍入りして雷竜党討伐に赴き、竜人部隊と戦った後、そのまま原王国を去った。
2部では、海王陣営がユタを保護するために山王国入りし、ランス達と交戦。その後はグランガチでユタと再会したが、あくまで海王派であるというスタンスをとる。「他陣営に奪われるようなことは、ユタを殺してでも防止する」と冷徹に言い放つ。
名前の由来はポール・セレノから。
フリード・リックフェン
“串刺し公（ザ・インペイラー）”“狂乱の貴公子”の異名を持つ奴隷闘竜士。17歳。
凶暴な性格をしており、同僚の闘竜士たちにも恐れられている危険人物。トラブルを起こしては懲罰での独房入りをくり返している。パウルスにケンカを売っては軽くいなされている。
騎竜はセントロサウルスの暁号（エオス）。暁号の角の突進や、手持ちの大槍で敵を串刺しにする。
矮人族にしては大柄な体格だが、その理由は真人族との混血というため。この事実は周知のタブーとなっているが、身体的にはコモンズより小柄な体格で、コモンズを超える力とナノス並の身軽さを有する。この出自故に新米闘竜士だった頃は、華々しい戦歴を誇るも悪役としてしか扱われなかった。しかしマルシュ王に認められてからは、彼に強い忠義を誓っている。
1部では、闘竜試合でドリュプトスを無力化させたユタへの刺客として出場。ユタとドリュを殺す前に、ユタの闘いぶりに意気を感じた原王の判定が入ったことで、試合敗北となる。ユタとパウルスが兵士として戦場に行く際には、監視役として同行するが、竜人部隊との戦いでうやむやとなり、逃亡するユタとパウルスを見逃し、自身は原王都に帰還する。
2部では原王マルシュの勅命を受けて、ユタとパウルスを連れ戻すための旅に出ている。また冥王軍のヘルクやランスにも注目されている。ユタを原王の許へ連行することで、原王都が冥王軍に狙われているという危機を伝えるきっかけを作った。
名前の由来はフリードリヒ・フォン・ヒューネから。
トムル・イッキ
矮人族。闘竜士宿舎でユタと同室になる矮人族の少年。皮肉屋で小心者。
2部では兵士となっての立身を試みるも、あえなく敗残兵になり、ヒトモドキに殺されそうになったところをたまたまフリードに救われ、以後は彼に同行する。
名前の由来はトム・リッチ（en）から。
サンカ・ルチヤ・テルジ
真人族。原国の軍人で、雷竜党討伐部隊指揮官。2部では水軍を指揮して、旧敵の雷竜党を助けた。
名前の由来はサンカー・チャタジー（en）から。
マリーヴ・エフレモブ
真人族。奇怪な外見と冷酷な性格を持つ、人買いの老人。倒竜蔓という植物の毒を扱う。
1部ではユタとジサマを人身売買で買い取り、闘竜場で一儲けを企む。2部では軍に所属しており、毒矢でゴッロの死の原因を作った。
名前の由来はエフゲニー・アレクサンドロフ・マレーエフ（en）から。
クルツ・アノフ
真人族。テンガロンハットとマントを身につけた二枚目。
反マルシュ王派の「雷竜党」の二代目党首。現在は山賊まがいの生活を送っているが、王都ファブニールの奪回を目論んでいる。冥王軍の侵攻に際し、旧敵の原国軍と共闘して抗戦する。騎竜はスティラコサウルス。
名前の由来はセルゲイ・クルザノフ（en）から。
ヤダッグ・イルイ
真人族。雷竜党残党。伸ばし放題の髭面の男。
山賊としてフィルたちを襲うが返り討ちにあう。フィルたちが友達のユタを救いに平原王国に来た事を聞くと感激し、頭のクルツにフィルたちの手助けを提案するなど、お人よしでもある。
名前の由来はP.ヤダギリから。

### 森王国（しんおうこく）
コモンズ三国の一国。
森王 コペ14世
真人三国の王の一人「森王」。
老獪な人物で、正面切っての戦いより陰謀や策略を好み、昆虫相撲や虫の標本を駒にして策を語る場面が多い。平原王国の人間を蛮族と称して嫌っており、特にマルシュを敵視している。
ユタ幼年編のマルタの反乱の際には、情勢を冷静に観察し、軽率な行動に出ることはなかった。
2部では冥王国の侵攻に乗じて、山王国からの援軍要請を名目に密かに鍵の捜索を行い、原海雷が足止めしている冥王マルタに先んじて、降臨の地に眠る神の御業を手に入れようと目論んでいた。降臨の地は自領土に接する「南方」禁制地域にあると予測までついている。
だが鍵＝ユタ獲得に失敗すると、忌み嫌うマルシュが神の御業を手にするのだけは防がねばという理由から、冥王マルタと同盟を結び、森冥連合軍を形成する。
名前の由来はエドワード・ドリンカー・コープから。
ルイドロ。
新王国第一王子。父王とは違い、冥王国の侵攻には警戒心を強めていた。
名前の由来はルイ・ドロから。
エドリンケル
新王国第二王子。現状では王位にはつけないであろうことから、独自の野心を持っている。ゾエメリンクを利用して鍵＝ユタを手にしたいと考えていたが失敗に終わり、父からは命懸けで冥王と同盟して来いと命令される。
名前の由来は父と同じくコープから。

### 大洋王国（ギガスランド）
屈強な戦士が多いギガス族が住まわる。
大洋王 ギルモレウス
ギガスの王。第一後継者は息子のホイトニウス。息子の一人、カルレシウスは海王カドモス親衛隊長。
各国に送り込んだ傭兵達から情報を得て、宗教・傭兵国家である大洋王国を運営している。聖典をないがしろにする真人族たちを苦々しく思っている。海王カドモスに対しても例外ではなく、マルタの反乱前に彼を離宮に招いた際には、彼にも釘を刺した。
2部では、森王国軍の山王国警備隊に傭兵を加えるという提案を受け、どうするかを考慮する。後に鍵＝ユタの保護に臨む。これは自国が力を得ることよりも、貪欲な真人族に奪われることを防ぐという信仰に基づいた理由が大きい。
名前の由来は子ども達と同じくギルモアから。
大洋王国賢人 ドング
老齢の賢人。常に見開いている目は白く濁っている。
名前の由来は董枝明から。

### 冥王国（めいおうこく）
冥王 マルタ
真人族。先代海王アルゴスの長男。現海王カドモスの異母兄。
頭髪を全て剃り上げた屈強な男性。帝王然とした残忍な性格をしている。剣の達人。
三国戦役においては森王国攻めで戦果を挙げた（村々への焼き討ちや略奪を繰り返し、バーンの家族を殺している）が、戦後は講和に邪魔な存在となったことで、廃嫡され僧院入りしていた。
ユタ幼年編において、反乱を起こすも敗れ、カドモスに敗北を認めて堀に身を投げ、大鰐に食われ消息を絶つ。死んだと思われていたが生存しており、5年後に冥王を名乗り挙兵する。
全身にはかつて死にかけた傷跡が残る。左目を仮面で覆い、顔には縫合痕、左手の親指人差指中指、右足を義肢で補っている。
冥王としての目的は、海王国を奪還することではなく、降臨の地へ行って神の御業を手に入れることである。そのために配下に鍵＝ユタ捜索を命じ、自身は戦場で海原雷連合軍と戦っている。
国という権力の中で、ずっと他者の道具として生きていたと、カドモスに語り身を投げる。復活後は己の望むままに、破壊者として軍を指揮する。
海王軍の兵団の旗印は「オフタルモスの目を抱える海竜」（モササウルス）。冥王としての騎竜はディアブロケラトプス、旗印は丸/縦/横瞳孔の「三眼旗」。
名前の由来は竜退治で知られる聖女・マルタから。
冥王国賢人タン
元・原王国賢人。右眼が白く濁っており、左眼には傷がついた白髭の老人。山王国賢人ヤンの師。マルタ出陣後は別行動を取っており、冥王国支配領ウングトにてヘルクに指令を出した。
名前の由来は中国の古生物学者・唐治路から。
冥王国賢人リン
元・海王国賢人。両目を閉じている。三賢人の中では最も若い容貌。第1部の終盤で、冥王マルタの宣戦布告を海王カドモスに伝書する。マルタ出陣後は賢人タンに同行。
名前の由来はリンチェン・バルスボルドから。
冥王国賢人チェン
元・森王国賢人。小柄などじょう髭の男性。両目に黒目が描かれていない。マルタ出陣後は側近として控える。
名前の由来はリンと同じくバルスボルドから。
ヘルク・リーク
擬人の中型種（サウロモス）の突然変異種「エルフォイデス」の青年。
冥国軍の北部方面隊指揮官で、擬人部隊を率いる将軍。身体にはフリギオ公同様の劣化の兆候が現れ始めており、エルフォイデスとしての姿と知性を保てるのはあと推定2年程。外見的には真人族と区別がつかず、「冥国軍には喋るヒトモドキもいる」と認識された。
戦闘能力は作中白眉。全キャラ中でも突出して強く、フリードとランスの二人がかりをさらに上回る。騎竜はケラトサウルス、カルノタウルス、クリオロフォサウルスなど。
2部1話から登場。初登場時にはフリードと交戦、余力を残しつつも手勢を失ったことで撤退、このときからフリードに目を付ける。後に冥王本陣の別動隊を率いて、原国王都を陥落させて擬人の食糧庫とする作戦を指揮する。
名前の由来はヘルクリーク累層から
ランス
擬人の中型種（サウロモス）の突然変異種「エルフォイデス」の青年。産まれてから4年半。
性格的には快活だが、ときには爬虫類じみた瞳孔となり、冷徹なままで残虐に人や竜を殺傷する。戦闘力は非常に高い。
真人族と変わらぬ外見を活かし、人にまぎれて暗躍する。操竜技術も非凡で、恐怖を織り交ぜてレックス亜成体を乗りこなした。
生前のゴッロに反抗してばかりであったが、内心では実の父親のように慕っており、彼の劣化には誰よりも心を痛めていた。
2部1話から登場。初登場時には鳥や獣を頭から丸かじりにして異質さを見せつけた。ユタを捕獲する任務を帯び、部下の擬人を率いて山王国に潜入、パウルスやフリードと交戦する。その後、ゴッロをユタが殺したと思い込み、任務よりも仇討を優先してユタを殺そうとする。ユタと再会した際に、ゴッロの心を理解し、以後はユタの仲間になる。
名前の由来はランス累層から。
テトリ
擬人の小型種（サウロピテクス）の突然変異種「フェアロイデス」の少女。産まれてから3年。
可愛らしい外見をしている。矮人族よりも更に小柄ではあるが、外見的には矮人族と区別がつかないといえる。
人間の肉が大好物で、捕らえたルルを食べようとするが、人間の兵士に囲まれた際にルルに友人としてかばわれ、行動原理が揺れ動く。ユタがゴッロを殺したと思い込みルルの元から離別するが、ランスがユタの仲間になったことをきっかけに帰順する。
名前の由来は手取層群から。
ゴッロ・フリギオ
擬人の大型種（サウロアントロプス）の男性。本来は突然変異種「ティタノイデス」であったが、現在は心身の劣化が進み、ただのアントロプスになりつつある。
体格は巨人族以上に大柄。右眼と口の左側に並行した傷跡が走り、劣化現象の影響で皮膚の色も変色している。かつては冥国軍の将軍でヘルクからも一目置かれる戦士だったが、心身に劣化現象が発生してしまったため、自ら位を捨て単なる兵士となった。
年長であり、ランスやテトリからは「親父」と呼ばれ慕われている。思慮深く思いやりのある性格。アルビィの群れに囲まれてもものともしない、屈強な戦士である。バリュオン（バリオニクス）で川を遡る操竜術を修得している。
ユタを捕らえた際に、ユタと記憶を交換し合う。ユタに「仲間の劣化を食い止めたい」「お前は我らにとっても希望である」と語る。マリーヴが放った毒矢を浴びて力尽き、ユタに水葬された。彼の影響を受けて、ユタは自分が降臨の地へ行くことを決意する。
名前の由来はセロ・バルシーノ累層（en）の別名ゴッロ・フリギオから。
ジュディス
ユタがゴッロと記憶を交換し合った際に登場したティタノイデスの女性。
ゴッロとは恋仲であり、ランス達からも姉のように慕われていたが、ゴッロより先に劣化が進み、それを苦にして自ら命を絶った。
名前の由来はジュディスリバー累層から。
ジェホル
ヘルク隊の突撃隊長を務めるティタノイデスの男。人を食べたいという食欲を戦意の源にしている。
名前の由来は熱河層群（en）から。
イレンダ・バス
エルフォイデスの男。人間を餌として見下し、そんな彼らにも一定の敬意を払っていたゴッロのことも蔑視していた。
別動隊で奴隷化した若大将を操っていた。遭遇したユタ達を追い詰めるも、ユタと心の通じ合った若大将の反逆に遭い、踏み殺されるという末路を遂げた。
名前の由来はイレンダバス層から。
ジャドクタ、テンダクル、キンメリッジ
全員が女性のエルフォイデス。ヘルク・リークの命令で真人族を装って、工作員として原王都に潜入していた。
原王都信仰の際は大砲の火薬を水に浸しておく、密かに門を開けるなどの暗躍でユタ達を翻弄したが、事情を察知したランスによって全員討たれた。
名前の由来はそれぞれジャドフタ層、テンダグル層（en）、キンメリッジアンから。
モルリソン
エルフォイデスの男。ヘルクの副官。
名前の由来はモリソン層から。

### 個体名のある恐竜
ジサマ
パイ・ロン家の老パキ（パキケファロサウルス）。
ナノチビ
ユタが育てているナノティ（ナノティラヌス）の赤ちゃん。アルビノ個体。
カエナ
アンのキロスティ（キロステノテス）。
シザーハンズ
バーンのテリズィノス（テリジノサウルス）。禁制地域の竜。
マキシラ、マンディブル兄弟
海王カドモスのドラコレ（ドラコレックス）。
竜神（りゅうがみ）
山王国ナーガの「竜神様の祠」に祀られている。化石化したカマラス（カマラサウルス）。
大将
山王国に住む野生のアラモス（アラモサウルス）。ツーコンとは旧知の仲。
暁号（エオス）
フリードのセントロス（セントロサウルス）。マルシュ王から直々に与えられた竜であり、“チョッパーハンドル”“三段シート”を装備し、フリルを日章旗模様に装飾している。
ドリュ
闘竜場のドリュプトス（ドリプトサウルス）。禁制湿原の竜。仲間を擬人に食い殺されて生き残り、原王国の闘竜場に連れてこられた。闘竜試合でユタと闘い、ユタと共闘してフリードとも闘う。その後はユタと共にエインガナへ赴き、野生に帰る。
人間の事は「血ニ飢エタ恐ロシイ生キ物」と忌み嫌っていたが、ユタは例外として認めている。
若大将
冥王軍のイレンダ・バスに奴隷化させられていたアラモス（アラモサウルス）。ユタに助けられて友達となった。

## 登場恐竜＆古生物
同種の恐竜でも、成長段階や個体差で違いがある。また人間に飼い慣らされた恐竜は、手綱、鞍、鎧などを身につけている。人間による品種改良も行われている。
ユタは恐竜の心の声を感じて理解することができる。恐竜同士は、同種や近縁種同士であれば会話をするが、別種の恐竜同士や、恐竜と人間の間で会話はできない。ユタだけが、全ての竜の心を解することができる。
基本的に、人間が大型肉食竜を飼い慣らしたり、乗りこなすことはできない。
作中解説や単行本解説では、分類階級が用いられている（〇〇類△△科。恐竜#下位分類・分類学）。近年の恐竜分類では、階級を使わず分類名を列挙する手法（〇〇類××類）が用いられる場合が多いのだが、本作では分類階級を用いる。ただしこれはあくまで読者向けの説明であり、作品世界内の文明レベルは産業革命以前、科学知識も天動説水準である。幻の書物である『諸竜記』にはあらゆる竜のことが記されているが、オーパーツといえる。

### 五王国の恐竜
白亜紀末期に北米（ララミディア大陸・アメリカ西部）に生息していた恐竜に限定される。北米以外の恐竜で登場するものは、禁制区域に生息する竜である。
「低地（ローランド）」と「高地（ハイランド）」
舞台は白亜紀末期のマーストリヒト期のアメリカ大陸。
低地ではマーストリヒト期の恐竜が生息する。対して山王国のある高地ではマーストリヒト期のひとつ前のカンパン期の恐竜が生息している。これは、カンパン期の平均気温がマーストリヒト期よりも低かったため、気温の低い高地にカンパン期の恐竜が生き残っているという設定になっているからである。
一例として「ヴァジェトの森」にはティラノサウルス科の恐竜が五種棲んでいる（カンパン期のゴルゴ、アルビィ、ダス。マーストリヒト期のナノティ。低地からエサを求めてやって来たレックス）。
パキ（パキケファロサウルス）
周飾頭類（厚頭竜類）パキケファロサウルス科。頭突きが得意な恐竜。ジサマの種族。
厚頭竜類と角竜類で周飾頭類という分類である。だが作者の考えでは、厚頭竜類の特徴は鎧竜に近いという。それを受けて、「胴体の装甲も鎧竜に匹敵する」という設定になっている。基本的には植物食だが、生ハム肉を食べる描写があり、雑食性として描かれている。
乗竜として一般的で、ユタ以外の人物も矮人族真人族を問わずしばしば騎乗している。防具を装備することも一般的だが、ジサマは重くなるだけと拒否する。
ドラコレ（ドラコレックス・ホグワーツィア）
周飾頭類パキケファロサウルス科。「堅頭竜の王」と呼ばれる種。約3-4メートル。海王カドモスの騎竜「マキシラ」「マンディブル」の種族。
「パキケファロサウルス属のメスかもしれない」という説がある恐竜だが、あえて独立したドラコレックス属の恐竜として描かれている。
オルニス（オルニトミムス）
獣脚類オルニトミムス科。
走力が高いため、ガイドの仕事をしている矮人族の竜使いに人気があり、フィルやフックも騎乗する。「オルニスは神の賜物」「騎るは易く食せば美味」といわれる。サイズ的に真人族には乗りづらいが、原国では品種改良が行われ、真人族が乗れるような品種が作られている。
竜鳥キロスティ（キロステノテス）
獣脚類オヴィラプトロサウルス科。アンの乗竜カエナの種族。
走竜（ドロミオ）（ドロマエオサウルス）
獣脚類ドロマエオサウルス科。約2メートル。知能が高く群れで行動する。トーマ・サクスリー将軍の旗印。
野生のほか、竜討士ジャッコが飼いならして武装させて戦闘に使っている。武装ドロミオは野生のゴルゴ亜成体にも引けを取らない。
フィリップ・カリーの「カンガルー跳び」仮説を採用した描写がなされている。
暴君竜（レックス）（ティラノサウルス）
獣脚類ティラノサウルス科（マーストリヒト期の恐竜）。最大全長12メートル。
「低地の竜王」。高地の山王国には本来生息しない種であるが、はぐれ者が出現するようになった。これにより在来肉食竜のナワバリが荒れてエサの奪い合いが発生し、生態系が乱れて来ている。
ゴルゴ（ゴルゴサウルス）
獣脚類ティラノサウルス科（カンパン期の恐竜）。全長約7-8メートル。亜成体でもドロミオ以上に強い。
ヴァジェトの森に群れをなして生息する。避竜鼓の音や防竜弾の爆煙で追い払うことはできる。
アルビィ（アルバートサウルス）
獣脚類ティラノサウルス科（カンパン期の恐竜）。近縁種のゴルゴよりやや大型で、鼻先の突起の形が異なり、（漫画的に）体の模様も描き分けられている。
ヴァジェトの森に群れをなして生息する。肉であるならば何でも、焼いた鴨肉ローストから同種の死体に至るまで食する。
ナノティ（ナノティランヌス）
獣脚類ティラノサウルス科。全長約5メートル。ナノチビの種族。
ヴァジェトの森に生息し、「森の小暴君」の異名をとる。俊敏性が高く危険な肉食竜。幼体時のみ羽毛が生えている。
ダス（ダスプレトサウルス）
獣脚類ティラノサウルス科。「森の掃除屋」の異名をとる、屍肉食性の肉食恐竜。ゴルゴやアルビィを上回る巨体を誇る、ヴァジェトの森の主。
トゥロー（トロオドン）
獣脚類トロオドン科。野生で生息するほか、原国では逃亡奴隷を襲うように訓練もされている。
アルバレッツサウルス類（アルヴァレスサウルス科）
獣脚類アルバレッツサウルス類。3巻39ページにちょっと出ている。
作画当時、北米からは見つかっていなかったが、作者は「アジアと南米にいたのだから北米にもいたはず」と描いたという。そうしたら、本当に見つかったという報告が入った。アルバートニクスのことである。
ドリュプトス（ドリプトサウルス）
獣脚類コエルロサウルス類（ドリプトサウルス科）。全長6-7メートルとナノティ程度の体格だが、長い腕と爪を持ち、動きも素早い。
禁制領域（アパラチア大陸・アメリカ東部）の竜。空腹時は死んだふりをして獲物をおびき寄せるという習性がある。
テリズィノス（テリジノサウルス）
獣脚類テリズィノサウルス科。北方禁制領域の竜（北米と陸続きだったアジアの恐竜）。先代海王アルゴスの遠征隊が持ち帰って来た。
獣脚類の植物食で、また獣脚類の中では最も「ゴジラ立ち」に近い姿勢をとる。全長8-11メートル、2m50センチ以上の腕、1m以上が手で、最大の爪は約70センチに達する。
バーンの乗竜シザーハンズの種族。
アラモス（アラモサウルス）
竜脚類ティタノサウルス科。約21メートル。
化石の「竜神カマラス」（カマラサウルス）と似た姿の竜。「大将」や「若大将」の種族。冥王軍は「櫓竜」として使役する。かなりの稀少竜。
北米大陸最後の竜脚類。この時代アメリカ在来の竜脚類は絶滅していたたが、代わりに南米からティタノサウルス系統の竜脚類が北上してきた（作中では、南米は禁制区域の彼方にある）。
トリケラ（トリケラトプス）
角竜類ケラトプス科カスモサウルス亜科。
角と顔が同じ質感（顔に鱗が無い）、視野を広げるために飛び出た目、頬が無くクチバシのように避けた口、前足の五本指のうち爪は三本、などの特徴で描かれている。幼体と成体で姿が異なる。
トリケラトプス・ホッリドゥスとトリケラトプス・スルガトゥスの二種がいる。トリケラトプス・ホッリドゥスは最大の角竜種、8-9メートル。矮人族は技術で、巨人族は剛力でホッリドゥスを操竜する。真人族は品種改良した小型種のスルガトゥスを操る。
カスモス（カスモサウルス）
角竜類ケラトプス科カスモサウルス亜科。約5メートル。野生で登場した。ペンケラやアンケラを加えた混群で登場した。
無理やりに追い払おうとして防竜弾を撃ったとしても、逆に興奮して向かって来るだけの効果しかなく、重量とスピードを乗せたツノで暴走したらもはや人間では止められない。
ペンケラ（ペンタケラトプス）
角竜類ケラトプス科カスモサウルス亜科。約7メートル。フリルに目玉模様がある。野生ではカスモスと混群を成す。
アンケラ（アンキケラトプス）
角竜類ケラトプス科カスモサウルス亜科。約6メートル。フリルに目玉模様がある。野生ではカスモスと混群を成す。
トロス（トロサウルス）
角竜類ケラトプス科。約8メートル。海王軍パレードの砲竜。角竜最大のフリルを誇る種で、さらにピアスの要領でフリルに穴を空けて砲身を通してある。
パキリノス（パキリノサウルス）
角竜類ケラトプス科セントロサウルス亜科。約7メートル。鼻の上のコブと、角で飾られたフリルが特徴。海王軍パレードで、海王の輿を載せていた。トロス同様にフリルに人工の穴が空けられていた。
レプトケラトプス
角竜類プロトケラトプス科。
ステュラコス（スティラコサウルス）
角竜類セントロサウルス亜科。約5メートル。フリルにトゲが並ぶ。
原国には野生で存在せず、山王国から輸入している（スティラコサウルスはカンパン期の恐竜であるため）。クルツの騎竜。
セントロス（セントロサウルス）
角竜類セントロサウルス亜科。5メートル。フリードの騎竜「暁号」の種族。
作中の表記ゆれ（誤記）でケントロス（ケントロサウルス）とも表記される箇所もあるが、同表記名の剣竜「ケントロサウルス」がいるので、基本的には「セントロス」で表記される。
大型角竜の中では小柄で身軽という特徴があり、トリケラやペンケラよりもずっと素早い。
化石からも個体差が大きくバリエーション豊かな恐竜であることがわかっており、暁号のデザインもそれに則っている。
アケロウ（アケロウサウルス）
2部5巻、山王スーザが目撃した角竜の群れの中にいた。
アルベルタケラトプス
角竜類ケラトプス科（セントロサウルス亜科）。全長6-8メートル。
作中には未登場だが、4巻の解説ページで解説されている。前巻でケラトプス科の「セントロサウルス亜科」「カスモサウルス亜科」の見分け方が解説されたのだが、この恐竜が発見されたことで覆されたと解説されている。
アンキュロス（アンキロサウルス）
曲竜類アンキロサウルス科。約9メートル。貨物竜。
尾のハンマーは人には危険なので、貨物竜として使うときは尾束帯で包み封印している。この尻尾は縦方向にも横方向にも可動できる（過去作『DINO2』では、縦方向に動く尻尾として描かれていた）。
モントニア（エドモントニア）
曲竜類ノドサウルス科。全長約7メートル。貨物竜として用いられ、原国では二頭のモントニアの荷台が闘竜用レックスの檻を引いていた。
パラサ（パラサウロロフス）
鳥脚類ハドロサウルス科。全長約10メートル。「小柄でトサカも短めな雌」が貨物竜として飼い慣らされている（雄はよりトサカが長く、飼い慣らすのが難だという）。
ランビィ（ランベオサウルス）
鳥脚類ハドロサウルス科。貨物竜として飼い慣らされている。全長約9メートル。ランベオサウルス・ラムベイだが、外見的にはランベオサウルス・マグニクリタトゥスに近い外観にデザインされている。
エドモス（エドモントサウルス）
鳥脚類ハドロサウルス（亜）科。貨物竜として飼い慣らされている。全長約12メートルで、カモハシ竜としては最大級。
ヒパクロサウルス
鳥脚類ハドロサウルス科。
テスケロス（テスケロサウルス）
鳥脚類。放牧して食用竜として育てられているという。設定で言及されるのみで未登場。
飛竜（ワイバーン）（ケツァルコアトルス）
翼竜類アズタルコ科。翼開長10-12メートル。海王国の航空戦力であり、体重の軽い矮人族を載せて空爆を行う。
デイノス（デイノスクス）
ワニ目真顎亜目クロコダイル科。全長12-15メートル。人間を一呑みにする巨大ワニ。海王城の堀に棲まう。マルタによってベルリ城代の処刑に用いられた後、身投げしたマルタを襲った。
チャンプス（チャンプソサウルス）
コリストデラ類。淡水棲で、原王都の奴隷闘竜士居住区を囲む堀に棲む。
海亀（アルケロン）
カメ目潜頸亜目プロトステガ科。全長3-4メートル。史上最大のウミガメ。
巨大スッポン
カメ類スッポン科、種不明（古代の種）。全長2m弱。淡水棲。ナノス料理のスッポン鍋にされた。
蛇頸竜（首長竜）
エラスモサウルス類・種不明。淡水棲の種が登場した。海王カドモスの旗印にもなっている。
モサス（海竜）（モササウルス）
有鱗目トカゲ亜目モササウルス科。
海王軍マルタの旗印に「オフタルモスの目を抱えるモサス」として描かれている。旗のデザインなので、あえて背中にギザギザの突起が並ぶような姿で描かれている（生きたモササウルスが作中に登場することはなかったため、本物がどうなっているかは判明していない）。
ブロントサウルス
雷竜党の旗印として登場。『Brontosaurus』→「雷トカゲ」→「雷竜党」という連想から。現実の学術的にもブロントサウルスは無効名となりアパトサウルスになっている（アパトサウルス#ブロントサウルスの名称問題。アパトサウルスもブロントサウルスも命名したのはオスニエル・マーシュ）。2部では、冥王軍がアパトサウルスを用いて雷竜党と原王マルシュを攻撃してくる。
竜神、カマラス（カマラサウルス）
「竜神の祠」の奥に祀られている、骨が石でできている竜。化石化したカマラサウルスである。白亜紀末には既に絶滅している。
原始的な鴨
鳥類。食用にされている。
イチョウ
裸子植物。いわゆる生きている化石。ギンナンは人間だけでなくパキケファロサウルスのジサマも食べる。
ヤシ類
様々な種類があり、食用、照明油などに使われた。ヤシ油をナフサ（ガソリンの原料）と合成して空爆用のナパーム弾も作られている。
コゴミ（クサソテツの若芽）
古代植物であり、現生種と同種かは不明と説明されている。1部最終話でユタが帰郷して、祖母と再会した場所は、祖父が好きだったコゴミ畑であった。
恐竜が生態系ニッチを占めているために哺乳類はあまり大型化していないが、有袋類のディデルフォドンや多臼歯類のタエニオラビスなどはそこそこの大きさになり、狩猟の対象にされた。アンモナイトは食用海産物、ミツバチが作るハチミツはサトウキビの存在しない時代であるため重要な甘味料になっている（設定が言及されるのみで、具体的な描写シーンは存在しない）。

### 擬竜（リュウモドキ）
三賢人の秘儀で蘇った古代の恐竜。"もどき"と言われているが恐竜でない訳ではなく、竜の国には存在しない恐竜たちの総称であり、白亜紀末の北米より古い時代もしくは異なる地域の恐竜である。1部終盤から登場する。
人間が大型肉食竜を乗りこなすことはできないが、擬人には大型肉食の擬竜を乗りこなす者も珍しくない。
アッロス（アロサウルス）
獣脚類アロサウルス科。全長7.5メートル程だが、最大は10メートル以上の可能性も。
ケラトス（ケラトサウルス）
獣脚類ケラトサウルス科。「歩く断頭台」。約6メートル。森中への派兵などに適している。
トルヴォス（トルボサウルス）
獣脚類トルボサウルス科。「神代の葬儀屋」。アッロスよりも大型。
カルノタウルス
獣脚類アベリサウルス科。冥王軍武将の騎竜で、ヘルクも騎乗する。
ディロフォサウルス
獣脚類ディロフォサウルス科。
クリオロフォサウルス
獣脚類ディロフォサウルス科。冥王軍武将の騎竜で、ヘルクも騎乗する。
ミクロラプトル
獣脚類ドロマエオサウルス科。冥王マルタが目覚めた城に居た。
バリュオン（バリオニクス）
獣脚類スピノサウルス科。冥王軍の水陸両用戦力で、ゴッロが操る擬竜。戦闘時は第一指の鉤爪に鋼の付け爪を装着する。
スピノサウルス
獣脚類スピノサウルス科。水棲。軍艦破壊専門の擬竜。背中の帆は鋸歯状の鎧で武装されている。
推定最大全長17メートルの恐竜ということで、かなり大型として描かれている。水棲種として描かれており、さらに連載完結後にスピノサウルスの研究が進み、水棲説を裏付ける化石証拠や論文が増えてきた。
雷竜（アパトサウルス）
竜脚類ディプロドクス科。雷竜党への攻撃に使用された。爆薬をくくりつけて自爆させ、暴走状態で敵陣へと突っ込ませられるという荒業戦術に利用された。
ステゴサウルス
剣竜類ステゴサウルス科。
ディアブロケラトプス
角竜類セントロサウルス亜科。冥王マルタの騎竜。
作中の初登場は2部1巻であり、まだ発表されたばかりの新種で、名前は仮名であった。連載が終了した2010年に、学術的に正式に「ディアブロケラトプス」の名前がつけられた。
飛竜モドキ（プテラノドン）
翼竜類プテラノドン科。冥王国軍の航空戦力。サウロピテクスを載せて空爆を行う。またトサカに刃を装備して、海王軍の飛竜（ケツァルコアトルス）の翼を切り裂いて部隊を壊滅させた。

## 用語

### 基本設定
- 白亜紀末の北米に、三人種が五王国を作っている。
  - 北米と言っているが、ララミディア大陸。現代の北米大陸より、遥かに東西に狭い。現代北米で言えば、西海岸からロッキー山脈までの範囲。
- 人間を食べる種族が侵略してくる。
- 降臨の地には万能の力が眠っているという伝説がある。

| 国                        | 位置              | 人種          | 国王                 | 賢人             | 重要地名                                                        | 軍隊                | 鍵獲得の目的          | 備考 |
| ------------------------- | ----------------- | ------------- | -------------------- | ---------------- | --------------------------------------------------------------- | ------------------- | --------------------- | --- |
| 山王国 （ナノスランド）   | 西部山脈          | ナノス (矮)   | シージン→ スーザ女王 | ヤン             | 王都イツァム・ナー ナーガの村 ヴァジェトの森 自治都市ヴァジェト | 非戦主義 国軍が無い | (出遅れた)            | 低地にいない恐竜が生息。 森洋へ対冥王警備を要請。 ユタが鍵。 鍵争奪戦に出遅れた。                                                                |
| 海王国                    | 東海岸側          | コモンズ (真) | アルゴス→ カドモス   | リン(追放)       | 王都マカラ                                                      | 革新的 まともに強い | 最後の審判への対策    | コモンズ三国戦役の原因。 マルタ教皇の謀反失敗。 対冥王の防衛戦争。                                                                               |
| 平原王国 （原国）         | 中部北            | コモンズ (真) | マルシュ             | タン(追放)       | 王都ファブニール エインガナ グランガチ                          | 勇猛で強い          | ユタは逃亡兵          | 矮人族は奴隷扱い。 辺境には雷竜党が潜伏。 対冥王の防衛戦争。                                                                                     |
| 森王国                    | 中部南            | コモンズ (真) | コペ14世             | チェン(追放)     | 王都キリム 南方禁制地域                                         | 無難に強い          | 覇王になる            | 山王国の対冥王警備援助。 (裏では鍵を捜索) |
| 大洋王国 （ギガスランド） | 西海岸側          | ギガス (巨)   | ギルモレウス         | トング           | 王都ムシュフシュ オプト神殿                                     | 巨体・傭兵          | 聖典に則り保護        | 宗教・傭兵国家。 山海原森へ傭兵を派遣。 |
| 禁制区域                  | 五王国の外        | ― (擬人)      | ―                    | ―                | ―                                                               | ―                   | ―                     | 北方禁制地域(カナダ西・アラスカ等) 東方禁制湿原(アメリカ東部・アパラチア) 南方禁制地域(中南米) 禁制大洋(太平洋) 禁制海域(白亜紀海路・メキシコ湾) |
| 冥王国                    | 東北部 (禁制地域) | 擬人          | マルタ               | タン リン チェン | ―                                                               | 人喰い種族          | 覇王になる 劣化の治療 | 擬竜を率いて五王国に侵攻。 まずは原海雷と戦争。                                                                                                  |
| 降臨の地                  | 全く不明          | ―             | 神                   | ―                | オフタルモス                                                    | ―                   | ―                     | 万能の力が眠る。 (封印を解くには鍵が必要) |

### 人種
人間（ホモ・サピエンス）
白亜紀末のアメリカで王国を築いている。食べるためでもないのに同種で殺し合うという動物。
三つの人種「ナノス、コモンズ、ギガス」がいる。身体のサイズで三分されているものの、同種である。同種なので混血が可能だが、社会面で禁忌とされ、混血児は差別の対象とされる。フリードはコモンズとナノスの混血で、原王国で忌まれていた。
冥王国のホミムス（擬人、ヒトモドキ）は異種。
ナノス（矮人族）
名の通り体が小さい種族。竜の扱いに長けている。主に山王国（ナノスランド）に住む。山王国のナノスは薬草に詳しい。
コモンズよりも小柄ではあるものの、山岳の自然と竜によって淘汰された血によって、本来の身体能力はコモンズより優れている。ナノスの長所とされる巧みな操竜術も、この身体能力という基礎があってこその技術である。
登場人物では、ユタ、フィル、アン、フック、ジャッコ、ルル、パウルスなど。フリードはナノスとコモンズの混血。
コモンズ（真人族）
コモンズ三国（海王国、平原王国、森王国）に住む。三人種のうちの最大勢力で、争いが絶えない。
登場人物では、バーン（山）、ドーウェン（海）、海王カドモス、原王マルシュ、森王コペ、クルツ（原/雷）、冥王マルタなど。
ギガス（巨人族）
名の通り体の大きな種族。主に大洋王国（ギガスランド）に住む。
大洋王国出身者は日焼けした肌の者が多く、オフタルモス信仰に則った信心深い生活をしている。屈強な戦士が多く、民族・国家規模で傭兵を生業としており、主にコモンズに雇われる。一方ではヴァジェト出身のならず者などは、巨体を悪用して暴力を振るう。
登場人物では、グレコなど。傭兵という職業柄、作中に登場する巨人族は男性に偏っている。原王都には巨人族の女性闘竜士がいることが描写されている。

### 地理、国家
五王国
ユタたちの世界（白亜紀末の北米）にある五つの国。山王国（ナノスランド）、海王国、平原王国、森王国、大洋王国（ギガスランド）の五つ。山には矮人族、海原森には真人族、洋には巨人族が住まう。真人族が住まう海原森を「コモンズ三国」という。
山王国（ナノスランド）
代々の紋章は角竜。初代王の称号は「騎竜王」。
非戦を国是とし、国軍が存在しない（命を守るための防衛は何より優先すると肯定している）。神の法を遵守しているあまり、他国より粗末な暮らしになっている。ナノス特有の技術を生かして他国に行く者が後を絶たず、人材の流出という難を抱えている。
墓を作らず、葬儀は『竜葬』という形式で行う（現実の鳥葬、風葬などに似た葬儀形態）。
低地にいない竜が生息している。そのため、山王国の東西を行き交う真人族の隊商の山越えには、矮人族のガイドが欠かせない。
第1部前半、第2部序盤の舞台。
海王国
ユタ幼年編にて、海王カドモスの兄マルタが反乱を起こすが、カドモスに鎮圧される。
平原王国（原国）
長い間部族抗争が絶えなかったため血の気の多い国民性をもつ。竜を品種改良して真人族が扱えるようにすることにも熱心。矮人族は奴隷として扱われる。
第1部後半の舞台。第2部になると領土内で冥王軍との戦争が行われており、後半では原王都ファブニールにて攻防戦が行われる。
- デザインはモンゴル風。原国＝元国という意味籠めで、欧州から見た蛮族だったモンゴル騎馬民族のイメージ。オルニスに騎乗するためには甲冑では重すぎて無理があるが皮製軽装ならいける、軽装備で重装備の敵兵とやり合えるという強さの表現。

雷竜党
平原王国で30年前にマルシュ王から辺境に追放され、15年前の三国戦役の混乱に乗じて国盗りを試みるも失敗して鎮圧された勢力。生き残りもいるが山賊に成り下がっている。現在の党首は二代目のクルツ。冥王国の侵略に際し、旧敵の原王および海王と共闘することを選ぶ。
自治都市ヴァジェト
交通の要衝として栄える自治都市。地理的には山王国領内だが、三人種が入り乱れて住んでおり、独立性が強い。海王軍も駐屯している。多くの人々が集まる都会だが、それだけに治安は悪く、裏では人身売買などの犯罪が横行している。
第1部前半、ユタ達がガイドする隊商の目的地。
ヴァジェトの森
ヴァジェト周辺の森。真人族の隊商が矮人族のガイドで通行する。日中ならば避竜鼓や防竜弾があれば通行が可能。
大型肉食竜ゴルゴ（ゴルゴサウルス）も棲息する。さらに大型の肉食竜もいる上、最近ではレックス（ティラノサウルス）まで出現するようになっており、夜はエサの奪い合いによる無法地帯と化す。
第1部前半道中の舞台。
エインガナ
平原王国領、南東の東部禁制境界との付近。禁制湿原から溢れて来た擬人達に襲われ、守備隊や村が壊滅していた。
1部終盤にて、原雷連合軍vs擬人擬竜部隊の戦いが起こる。このときは防衛に成功するも、2部開始時点になると既に冥王国に占領されている。
グランガチ
コモンズ三国の国境が、グランガチ（原）、キュウ（海）、ギーヴル（森）にて一点で交差する。グランガチは平原王国領の町。
2部の中盤にて、海雷原と冥王軍の水軍戦が勃発した。ゴッロが命を落とし、ユタが仲間と合流した場所。
森王国
フォーカスが当たることは少ない。コモンズ三国の一つで、原王国と仲が悪い。森王は戦局を静観してあまり動かないが、鍵を狙って隙あらば奪いに来るという、油断ならぬ勢力。
三国戦役では海王国のマルタ王子が戦った。森が天然の要塞として機能しており、攻めづらい。尋常の森ではなく、高さ100メートル級の（日本ではお目にかかれないというレベルの）巨木の森。
禁制区域
五王国（北米）の外側の世界で、聖典で立ち入りが禁じられている。先代海王アルゴスは北方と東方に遠征隊を送ったが、新種の竜と疫病を持ち帰ったのみで大した成果はなく、他国の怒りを買って制裁戦争（三国戦役）が勃発した。手付かずの南方を森王コペは密かに調査するも、帰還者はゼロである。
ラミア河
森王国領、南方禁制地域境界を流れる河川。2部最終盤にて、最後の会戦が行われる。原海雷(洋)vs森冥。
コモンズ三国戦役
先代海王アルゴスが北方禁制区域に遠征隊を送ったことがきっかけで起こった、平原王国、森王国による制裁戦争。戦災は五王国全土に飛び火し、登場人物のうち何人もがこの戦争で身内を失っている。

### 宗教
オフタルモス（神の目）
この世を見守る神として信仰されている星。大洋王国の宗教都市「聖都ティアマト」のオプト神殿にて祀られている。人類に最後の審判を下すとされている。
通常は夕方になるとその輝きを現す。まれに昼間でも見えることがあるが、凶兆とされている（三国戦役と冥王出現のタイミングで二度起こった）。巨大な目を図案化した「オフタルモスの目」は宗教的シンボルとして武将の旗印や鎧などの図案に使われることが多い。
名前の由来はジュラ紀後期の魚竜オフタルモサウルス。この魚竜は全長4m中に直径10センチもの巨大な眼を有していた。
- 星と言われているが、より正確には衛星・月の類。表面がまるで眼球のように見える岩である。
- 読者に「K-Pg境界の巨大隕石衝突説」を連想させて「オフタルモスが落ちてきて恐竜が絶滅する＝最後の審判」と予想させる、というフェイク設定が仕掛けられている。オフタルモス＝恐竜を滅ぼす隕石とするのは、作者による想定内のミスリード。連載は展開をまいて打ち切りで終了したがオフタルモスが落ちてくることはなく、構想上でも違うと否定されている。
- 名前には、先述のオフタルモサウルスに加えて、さらなる裏の意味もある。

降臨の書、降臨の地、鍵
五王国の王家に聖典が伝わる。この伝説によると「天から神が降りて来た」「竜が住まう地上へと、オフタルモスから人間が降りて来た」とされており、その場所に万能の力、神の御業を封印したという。降臨とはこれを指す。
また「禁制領域に入ったら、地上に居てはならぬ者達を呼び覚ます」という警告が書かれていた。神の御業を自国が入手したいコモンズ三国は、聖典の内容を自分達に都合よく改竄していき、先述の警告が失われ、禁制区域の説明だけが残った。さらに先代海王アルゴスは禁制領域に立ち入り、三国戦役が勃発、戦後にコモンズ三国から助言役の賢人が追放された。その結果、冥王マルタと擬竜擬人が禁制領域から現れた。
最終章には「人類には最後の審判が下る。鍵となる者が降臨の地の扉を開き、人類を救う」とある。その鍵とは、竜の言葉を解する者だという。鍵とは、その人物を指す隠語である。
そもそもが神話の話であり、現実に存在するのか、どこにあるのか全く不明。五王国内は探し尽くされ、先代海王が北方東方の禁制地域に軍を送るも手掛かり無し、南方禁制地域は手付かずである。
神の技が手に入ったら、五国の覇王になるだろう。コモンズ三国全てが神の御業を入手したい・他国には絶対に取られたくないと考えている。
1部の終盤にて、鍵はユタであることが確定し、2部では各国がユタ獲得を目論む。
最後の審判
先述の聖典の最終章で予言されている。恐竜絶滅、および白亜紀人類の滅亡を示唆する。
- 連載終了により、最後の審判は起こらなかった。隕石衝突（オフタルモスが落ちてくる）が連想されるが、作者による想定内のミスリードとされている。とにかくなんらかの天変地異であるが、詳細不明。より上位の、K-Pg境界が孕む疑問点「恐竜が絶滅したのに他の生物が意外と生き残れているのはなぜか？」「新生代の地層から滅んだはずの恐竜の（ような）化石が見つかった」等にも切り込む内容で想定されていた。

賢人
五王国で「降臨の書」の教えに従い王に助言を与える役職。賢人は五人。全員が頭を剃り上げ、頭頂部に「オフタルモスの目」の紋章が描かれた異様な風体をしている。描写とマルタのセリフから、全員視力が無いことがわかる。
かつては全ての国に賢人制度があったが、コモンズ三国では三国戦役後次々に廃止され、現在では山王国と大洋王国にいるのみ。追放された三賢人は冥王マルタの元に集まっている。

### その他
諸竜記
古代の竜も含めて、世界中の竜が図解されているという書物。著者も成立年も不明。
海王家が原著を所蔵していたが焼失し、現在では原王家が写本を一冊のみ所蔵しているとされる。だがユタも父の形見として所有し（ユタはその貴重さをまったく知らない）、熟読して竜知識の源泉としている。
五国歴が1000年に満たず人類の居住区域が北米に限定されているのに、禁制地域の竜（北米以外の恐竜）や化石の時代の竜（時代の異なる恐竜）も載っているという代物。
- 作中では仰々しく説明されているが、読者視点から見れば「21世紀の恐竜図鑑」である。そして読者視点ゆえに、作中世界に存在するはずのないオーパーツだとわかる。

闘竜
竜と竜、竜と人を戦わせる娯楽。海王国辺境において民の一番の娯楽になっている。さらに平原王国の闘竜場では死ぬまで戦わせることが好まれ、犠牲となる竜使いが特に多い。
闘竜士
人身売買によって得たナノスを子供の時から育て上げる。賃金も支払われ、自分が買われた額まで稼げば自由を買い戻すことも出来る。しかし、賃金のほとんどは自分や騎竜の装備代や治療費に消え、死ぬまで戦わせられる平原王国では自分を買い戻せた闘竜士の記録はない。原王都の闘竜場には、女性闘竜士や巨人族の闘竜士も存在する。

### 冥王国関連
冥王国
復活したマルタが、三賢人と擬竜、擬人を従えて建国した勢力。
「地上に在る可からざる者たち」による「地上に在る可からざる国」と称される。

三賢人
元原王国賢人タン、元海王国賢人リン、元森王国賢人チェンの三人。三国戦役後にコモンズ三国を追放された三人である。
マルタを擁立し、秘儀を以て擬竜と擬人を産み出している。
擬竜、竜モドキ
三賢人の秘儀で蘇った古代の恐竜。「神の御業は、化石の竜に生命を吹き込む」と神秘的な言い回しが行われているが、具体的にどのように誕生しているのかは描かれていない。
自然の竜と異なり、生きてはいるが魂が無い。そのためユタの能力で心を読むことができない。「諸竜記」には記載されているので、ユタの竜知識は有効である。
擬人（ホミムス、ヒトモドキ、竜人）
| サイズ | 人間(ホモサピエンス) | 擬人(ヒトモドキ)   | 秀でし者(突然変異種) |
| ------ | -------------------- | ------------------ | -------------------- |
| 小型   | 矮人族(ナノス)       | サウロピテクス     | フェアロイデス       |
| 中型   | 真人族(コモンズ)     | サウロモス         | エルフォイデス       |
| 大型   | 巨人族(ギガス)       | サウロアントロプス | ティタノイデス       |

冥王国の兵。三賢人が、神の御業に連なる秘術で生み出した、人間とは異なる種族。
人を生きたままでも丸かじりにして喰らう。人の肉も、竜の肉も、同胞の肉であっても食べる。だがあくまで生物であるため、逆に大型肉食竜から食べられもする。
母体である「太母ガイアス」から産み落とされる。誕生については断片的な描写しかされておらず、全貌は不明であるが、産み落とした軟質卵が胎児に変形孵化して産まれるような描写がされている。
矮人族より小柄な者から、巨人族以上に大柄な者までいる。サイズで三分類されているが異種というわけではなく、全て同じガイアスから生まれた同属同種の生物である。人とは似て非なる姿をしており、外見で人間と区別することは容易。雄型（男性）と雌型（女性）の両方がいるが、人食い戦鬼として外観や行為に性差は無し。唸り声や咆哮がほとんどであるが、連携に際しては独自の簡易言語を用いる（Hungry、URHAAch!!、Kill off!→Yes,Sirなど、変体時アルファベットで表現される）。
だが数万人に一人、人間と変わらぬ容姿と高い知能を持つ突然変異個体が生まれることがある。それらは「秀でし者」と呼称され、明確に人間の男性女性に近くなる。
人間の4～5倍の速度で成長し、産まれて3年で剣が取れるまでになる。そのぶん新陳代謝が速く空腹になりやすい。ランスは4歳半、ゴッロはもっと年長であり、マルタが死にかけた五国暦990年の直後から冥王国の準備は始まっていた模様。
力押し戦術だけではなく、サウロピテクスの航空隊、サウロアントロプスの長弓隊など特性を活かした部隊が組織されている。
名称の由来ははラテン語（※サイズが異なるだけの同種生物なので学名ではない）。ホモ（ヒト）＋ミムス（モドキ）で『ヒトモドキ』、サウロ（トカゲ。作中語の竜）＋ラテン語の人類種名を表す「ピテクス」「ホモス」「アントロプス」で『竜人』、秀でし者は「フェアリー/エルフ/タイタンに似たもの」。

### 核心事項
守護竜人
2部の54・55話（最終話）に登場する、フードの人物。人の言語ではなく「竜の言葉」でユタと会話する。ユタを降臨の地へと導く案内人。
ディノサウロイド。擬人たちの身体の変貌は、劣化ではなく、「竜化」とでも言うべき変質である。エルフォイデスらが劣化（竜化）すると彼のような姿になる。
竜の惑星
作中の常識では天動説であるが、実際は地動説＝球体の惑星である。作品の舞台は、白亜紀末の北米、つまり白亜紀末の地球である。では2パターンのどちらなのか、地球の過去6550万年前なのか、地球によく似た別の惑星なのか、明言されない。
過去の地球だとするならば、生物の化石が全く出てこない時代の地層のはずである。白亜紀に人間がいて化石で見つかっていない理由付けがされている。北米大陸のKT境界の上下（新生代第三紀/中生代白亜紀）7万年の時代、脊椎動物の化石が一切出てこないという時代の、どこか。
ノア
巨大宇宙ステーション。オフタルモスは、ノアの岩石シールドが長い時間をかけて小惑星と化したもの。オフタルモスとは、本来はノアのAIの名前である。
21世紀以降の人類の文明が、地球を生命が住めないほど破壊してしまい、生物の遺伝子をノアに載せて宇宙空間へと避難させた。いわば、神話のノアの方舟を人工的に再現したもの。
軌道上でひたすら待って、地球の自浄作用で再び人類が住めるレベルまで回復したら、ノアから生命を降ろして生態系と人類を再建する、というのが当初のプランであった。だがノアは地球を離れて漂流してしまう。遥かな時間の末に漂着したのが、白亜紀末の地球としか思えない惑星であった。ありえない奇跡であり、これが時間を超えて過去に来たのか、地球によく似た別の惑星なのかは不明である。
ノアから人が降ろされて、人類は竜の惑星で文明を築いた。賢人達は、オフタルモスAIの代行者達。白亜紀人類が神＝オフタルモスをないがしろにして自分達の知恵と力に驕ったという事態を受けて、ノア＝オフタルモスAIは、マルタと擬人をけしかけて罰を下しにきた（＝バベルの塔）。だが、惑星からしてみれば異物共の争い、人類も擬人も擬竜もオフタルモスも等しく在ってはならない者達にすぎない。
神の御業
ノアが持つ、21世紀以降の人類の科学技術。擬竜の復活や擬人の造兵は、オフタルモスのバイオテクノロジーによるもの。
ジュラシック・パークが敵という物語構造であるが、真相として白亜紀人類そのものがジュラシック・パークであったということになる。

## 書籍情報
- 1部『白亜紀恐竜奇譚 竜の国のユタ』全8巻:少年チャンピオン・コミックス
- 2部『D-ZOIC』全6巻:少年チャンピオン・コミックス

単行本表紙の装丁が1部と2部でガラリと変わっており、1部は本編風のカラーイラスト＋１恐竜を解説、2部は特定の登場人物＆恐竜の肖像画風イラスト＋１恐竜の頭蓋骨が描かれている。1部最終8巻のみ、続く2部へと連なる異質な表紙装丁になっている。折り返しには、恐竜の頭蓋骨写真と作者コメントがある。